# Francesco Trombadori
Francesco Trombatore (cognome che muterà nel 1913 in Trombadori) (Siracusa, 7 aprile 1886 – Roma, 24 agosto 1961) è stato un pittore italiano.

## Vita
Primo di quattro figli (il padre Antonino era un libraio di Siracusa), frequenta nella città natale la scuola tecnica, interessandosi di libri e soprattutto di pittura, perché affascinato dal Seppellimento di santa Lucia, capolavoro del Caravaggio conservato in città.
Si trasferisce dalla Sicilia a Roma nel 1907, dove segue i corsi della locale Accademia di Belle Arti e della scuola di nudo, allievo di Giuseppe Cellini. Nel 1911 tiene la sua prima mostra personale a Siracusa, nel foyer del Teatro Comunale. Seguendo l'ambiente culturale della capitale, esprime una pittura legata per lo più al divisionismo di Enrico Lionne; nel 1914 espone le sue opere alla II Mostra Internazionale della «Secessione Romana», firmandosi «Franz Trombadori d'Ortigia»; illustra, con sei disegni, il volumetto di Ermanno Amicucci, Piccolo mondo dannunziano, sotto lo pseudonimo di «Franz d'Ortigia».
Nel 1915 parte per la prima guerra mondiale dove rimarrà ferito; al termine, tornato a Roma, esegue una serie di ritratti innovativi chiamati fotodinamica. Entra in contatto con il gruppo di Valori plastici. Nel 1919 è alla XC Esposizione della Società degli «Amatori e Cultori» di Roma.
Assiduo frequentatore del Caffè Aragno, tra il 1922 e il 1924, diventa amico fra gli altri di Giorgio de Chirico, Riccardo Francalancia, Carlo Socrate e Antonio Donghi. Dal 1924 Trombadori appare assai sovente alla Biennale di Venezia.
Nel 1926 partecipa alla Prima Mostra di Novecento a Milano come unico siciliano. In questo periodo dedica il suo tempo allo studio della pittura antica.
Negli anni '30 espone i suoi quadri anche all'estero (Buenos Aires, Stoccolma, Oslo, alla Exhibition of Contemporary Italian Painting di Baltimora). La pittura trombadoriana di quest'epoca tradisce l'esigenza della ricerca di una purezza formale non disgiunta da un'attenta analisi della storia dell'arte del passato, proponendo ritratti, nudi e nature morte.
Durante l'ultimo periodo della seconda guerra mondiale, Trombadori viene arrestato dalla banda Koch, interrogato per strappargli notizie del figlio Antonello ricercato dalle SS. Un fratello, Giuseppe Trombatore, antifascista, morirà giovane in seguito alle sofferenze impostegli dalla persecuzione fascista.
Rilevante è anche l'attività di Trombadori quale critico militante; scrive, fra l'altro, recensioni per riviste e quotidiani come Circoli, L'Epoca, L'Opinione, Il Giornale d'Italia, Gente Nostra, Il Piccolo, Il Mattino. Negli anni '50 farà saltuariamente ritorno in Sicilia.
Nel 1960 fu invitato alla “11ª edizione del premio Avezzano-rassegna nazionale delle Arti Figurative” ad Avezzano (AQ), insieme a R. Brindisi, S. Cavallo, G. Ceracchini, V. Ciardo, E. Fantuzzi, C. Levi, G. Omiccioli, M. Rosa, G. Strachota, A. Vangelli ed altri.
Muore a Roma, nel proprio studio, nel 1961, a pochi mesi dalla sua ultima mostra personale. Riposa al cimitero del Verano. A Roma, nella zona di Villa Borghese, presso Villa Strohl-Fern (attualmente di proprietà dello stato francese e sede del Lycée Chateaubriand di Roma) è visitabile lo studio che il pittore, come altri artisti, aveva allestito in questo ampio spazio verde; oggi tra i pochi studi d'artista vincolati dal Ministero per i beni culturali e ambientali.

## Pseudonimi
Trombadori adottò diversi pseudonimi quali: Trombatore, Franz Trombadori d'Ortigia e Cino d'Ortigia, con cui firma le illustrazioni per le rappresentazioni classiche del Teatro Greco di Siracusa nel 1914.